# Бен-Гур (фильм, 1907)
«Бен-Гур» (англ. Ben Hur) — американский короткометражный драматический фильм Сидни Олкотта и Фрэнка Роуза[страница не указана 1534 дня][страница не указана 1534 дня]

## Сюжет
Римские солдаты пытаются освободить место для приближающегося римского прокурора, на плечо которого Бен-Гур сбрасывает один из камней, после чего отправляется в камбузы, где он спасает Арриса, который провозглашает его гражданином Рима. Мессала бросает вызов Бен-Гуру и тот принимает его.

## В ролях
| Актёр          | Роль |
| -------------- | ---- |
| Джин Гонтье    |      |
| Гарри Т. Мори  |      |
| Уильям С. Харт |      |
| Херман Роттгер |      |